# Charles Nagel
Charles Nagel (Condado de Colorado, 9 de agosto de 1849 – St. Louis, 5 de janeiro de 1940) foi um advogado e político norte-americano que serviu como o 4º Secretário do Comércio e Trabalho entre 1909 e 1913 na presidência de William Howard Taft.

## Biografia
Nagel nasceu no Condado de Colorado, Texas, mudando-se tempos depois para um internato em St. Louis, Missouri. Ele permaneceu na cidade e estudou direito na Universidade Washington em St. Louis, formando-se em 1872 e indo estudar economia política Universidade Frederico Guilherme em Berlim, Prússia.
Ele retornou em 1873 e foi aceito na ordem dos advogados. Foi eleito em 1881 como deputado estadual e em 1893 foi eleito como juiz na Suprema Corte do Missouri. Ao mesmo tempo também deu aula na Universidade Washington e trabalhou no Comitê Nacional do Partido Republicano. Nagel foi escolhido em 1909 como Secretário do Comércio e Trabalho pelo presidente Taft.
Como secretário, trabalhou para que seu departamento fosse mais acessível a empresários, além de expandir o Escritório de Imigração e Naturalização. Deixou o cargo em 1913 e voltou para St. Louis e para a prática do direito, inclusive defendendo três casos diante da Suprema Corte dos Estados Unidos. Nagel morreu aos noventa anos em 1940.